# Finale UEFA Cup 1978

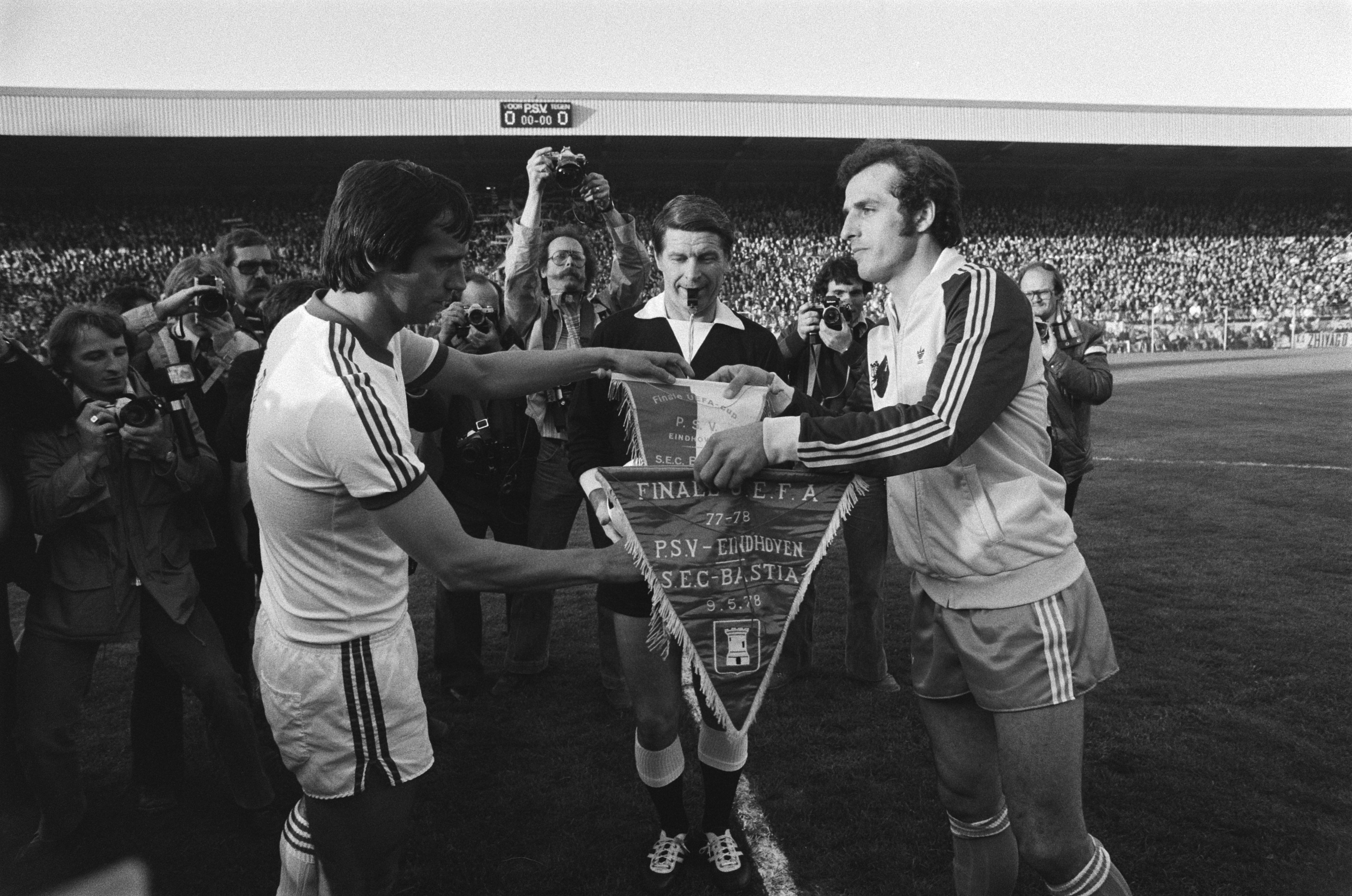
PSV tegen Bastia, UEFA Cup toss en vaandeltjes

De UEFA Cupfinale van het seizoen 1977/78 is de 7e finale in de geschiedenis van de UEFA Cup. De finale werd over twee wedstrijden gespeeld, op 26 april en 9 mei. Het Franse SC Bastia van aanvaller Johnny Rep nam het op tegen PSV. Na een scoreloos gelijkspel in de heenwedstrijd maakte PSV  het in eigen huis af met een klinkende 3-0-overwinning. Het was de eerste Europese trofee voor de club uit Eindhoven.

## Wedstrijdverslag
De heenwedstrijd in Frankrijk werd gespeeld op een doordrenkte grasmat. In de fysiek zware wedstrijd kreeg Willy van der Kuijlen een van de beste kansen van de avond. Hij zette zich goed door op de linkerflank, maar trapte het leer vervolgens recht op doelman Pierrick Hiard. Wat later kreeg PSV een nog grotere kans. Een verdediger van Bastia speelde zijn doelman aan, maar de bal bleef onderweg in de modder steken. Harry Lubse probeerde te profiteren van de te korte terugspeelbal, maar ook een goed uitgekomen Hiard en de modder voorkwamen de 0-1. In de tweede helft viel vooral de blessure van scheidsrechter Dusan Maksimović op. De Joegoslaaf gleed uit in de modder, waarna hij de wedstrijd even staakte om verzorgd te kunnen worden.
De terugwedstrijd werd in betere weersomstandigheden afgewerkt. PSV kon voor eigen publiek al na 24 minuten afstand nemen van de Fransen. Willy van de Kerkhof veinsde een schot, zocht dan de één-twee alvorens de bal voorbij doelman Hiard te duwen. Het tweede doelpunt viel pas in de tweede helft. Van der Kuijlen kreeg veel tijd en ruimte om de bal naar de tweede paal te trappen. Lubse kopte het leer vervolgens voor doel en bereikte met een gelukje Gerrie Deijkers, die de botsende bal in de hoek knalde: 2-0. Van der Kuijlen, die aan de basis lag van de tweede treffer, zorgde enkele minuten later zelf voor de 3-0 eindscore. Eerste trapte hij een voorzet van Jan Poortvliet met zijn rechter tegen de lat, in de rebound plaatste hij de bal met zijn linker in de benedenhoek. Na afloop mocht aanvoerder Van der Kuijlen als eerste de UEFA Cup in de hoogte steken.

## Gestolen bokaal
De UEFA Cup van 1978 werd gestolen uit het Philips Stadion waar deze in een vitrine tentoongesteld werd. De club liet een replica maken die na de diefstal in de vitrine geplaatst werd. In 2001 biechtte cabaratier Theo Maassen op dat hij de originele beker in zijn bezit had. Tijdens een live praatprogramma bij Jack van Gelder plaatste hij onverwacht de bokaal op tafel. Door Van Gelder en Stan Valckx (die tevens aan tafel zat) werd getwijfeld aan de echtheid maar Maassen verzekerde dat de beker echt was. Hij weigerde te vertellen hoe hij er aan kwam. Valkx heeft na de uitzending de bokaal mee terug genomen naar Eindhoven waar deze terug is gezet in de prijzenkast. 

### Wedstrijddetails
|               |           |       |               |                                                                                           |
| 26 april 1978 | SC Bastia | 0 – 0 | PSV Eindhoven | Stade Furiani, Bastia Toeschouwers: 15.000 Scheidsrechter: Dusan Maksimović (Joegoslavië) |
| 26 april 1978 |           |       |               | Stade Furiani, Bastia Toeschouwers: 15.000 Scheidsrechter: Dusan Maksimović (Joegoslavië) |

| Bastia | PSV |

| SC Bastia:     |    |                        |     |
|                |    |                        |     |
| GK             | 1  | Pierrick Hiard         |     |
| RB             | 2  | André Burkhard         |     |
| CB             | 3  | André Guesdon          |     |
| CB             | 4  | Charles Orlanducci     |     |
| LB             | 5  | Jean-Louis Cazes       |     |
| CM             | 7  | Félix Lacuesta         | 56' |
| CM             | 8  | Jean-François Larios   |     |
| CM             | 10 | Claude Papi            |     |
| RF             | 6  | Johnny Rep             |     |
| CF             | 9  | Abdelkrim Merry Krimau |     |
| LF             | 11 | Yves Mariot            |     |
| Invallers:     |    |                        |     |
| FW             | 12 | François Félix         | 56' |
| Coach:         |    |                        |     |
| Pierre Cahuzac |    |                        |     |

| PSV Eindhoven: |    |                       |
|                |    |                       |
| GK             | 1  | Jan van Beveren       |
| RB             | 4  | Huub Stevens          |
| CB             | 5  | Ernie Brandts         |
| CB             | 2  | Adrie van Kraaij      |
| LB             | 3  | Kees Krijgh           |
| CM             | 8  | Willy van de Kerkhof  |
| CM             | 6  | Jan Poortvliet        |
| CM             | 7  | Willy van der Kuijlen |
| RF             | 10 | René van de Kerkhof   |
| CF             | 11 | Harry Lubse           |
| LF             | 9  | Gerrie Deijkers       |
| Coach:         |    |                       |
| Kees Rijvers   |    |                       |

|            |                                                        |       |           |                                                                                           |
| 9 mei 1978 | PSV Eindhoven                                          | 3 – 0 | SC Bastia | Philips Stadion, Eindhoven Toeschouwers: 27.000 Scheidsrechter: Nicolae Rainea (Roemenië) |
| 9 mei 1978 | W. van de Kerkhof 24' Deijkers 65' Van der Kuijlen 66' |       |           | Philips Stadion, Eindhoven Toeschouwers: 27.000 Scheidsrechter: Nicolae Rainea (Roemenië) |

| PSV | Bastia |

| PSV Eindhoven: |    |                       |     |
|                |    |                       |     |
| GK             | 1  | Jan van Beveren       |     |
| RB             | 4  | Huub Stevens          |     |
| CB             | 5  | Ernie Brandts         |     |
| CB             | 2  | Adrie van Kraaij      | 79' |
| LB             | 3  | Kees Krijgh           |     |
| CM             | 8  | Willy van de Kerkhof  |     |
| CM             | 6  | Jan Poortvliet        |     |
| CM             | 7  | Willy van der Kuijlen |     |
| RF             | 10 | René van de Kerkhof   |     |
| CF             | 11 | Harry Lubse           |     |
| LF             | 9  | Gerrie Deijkers       |     |
| Invallers:     |    |                       |     |
| FW             | 12 | Nick Deacy            | 79' |
| Coach:         |    |                       |     |
| Kees Rijvers   |    |                       |     |

| SC Bastia:     |    |                        |     |
|                |    |                        |     |
| GK             | 1  | Pierrick Hiard         | 75' |
| RB             | 2  | Paul Marchioni         |     |
| CB             | 4  | André Guesdon          |     |
| CB             | 3  | Charles Orlanducci     |     |
| LB             | 5  | Jean-Louis Cazes       |     |
| CM             | 6  | Félix Lacuesta         |     |
| CM             | 7  | Jean-François Larios   |     |
| CM             | 8  | Claude Papi            |     |
| RF             | 9  | Johnny Rep             |     |
| CF             | 10 | Abdelkrim Merry Krimau |     |
| LF             | 11 | Yves Mariot            | 67' |
| Invallers:     |    |                        |     |
| FW             | 12 | Jean-Marie De Zerbi    | 67' |
| GK             | 13 | Marc Weller            | 75' |
| Coach:         |    |                        |     |
| Pierre Cahuzac |    |                        |     |